# Лот (Тексас)
Лот (енгл. Lott) град је у америчкој савезној држави Тексас. По попису становништва из 2010. у њему је живело 759 становника.

## Демографија
Према попису становништва из 2010. у граду је живело 759 становника, што је 35 (4,8%) становника више него 2000. године.
| Група             | 2000.       | 2010.       |
| Белци             | 498 (68,8%) | 498 (65,6%) |
| Афроамериканци    | 152 (21,0%) | 121 (15,9%) |
| Азијати           | 1 (0,1%)    | 1 (0,1%)    |
| Хиспаноамериканци | 67 (9,3%)   | 128 (16,9%) |
| Укупно            | 724         | 759         |